# Piąty rząd Ankera Jørgensena
Piąty rząd Ankera Jørgensena - istniał od 30 grudnia 1981  do  10 września 1982.
W skład obecnej rady ministrów wchodzi premier oraz  ministrowie.
| Funkcja                              | Imię i nazwisko                                      | Partia             |
| ------------------------------------ | ---------------------------------------------------- | ------------------ |
| Premier                              | Anker Jørgensen                                      | Socialdemokraterne |
| Wicepremier                          | Kjeld Olesen                                         | Socialdemokraterne |
| Minister Spraw Zagranicznych         | Kjeld Olesen                                         | Socialdemokraterne |
| Minister Sprawiedliwości             | Ole Espersen                                         | Socialdemokraterne |
| Minister Pracy                       | Svend Auken                                          | Socialdemokraterne |
| Minister Finansów                    | Knud Heinesen                                        | Socialdemokraterne |
| Minister Obrony                      | Poul Søgaard                                         | Socialdemokraterne |
| Minister ds. Stosunków z Kościołem   | Tove Lindbo Larsen                                   | Socialdemokraterne |
| Minister Kultury                     | Lise Østergaard                                      | Socialdemokraterne |
| Minister Środowiska                  | Erik Holst                                           | Socialdemokraterne |
| Minister Rolnioctwa                  | Bjørn Westh                                          | Socialdemokraterne |
| Minister Rybołówstwa                 | Karl Hjortnæs                                        | Socialdemokraterne |
| Minister ds. Podatków                | Mogens Lykketoft                                     | Socialdemokraterne |
| Minister Edukacji                    | Dorte Bennedsen                                      | Socialdemokraterne |
| Minister Gospodarki i Skarbu Państwa | Ivar Nørgaard                                        | Socialdemokraterne |
| Minister ds. Socjalnych              | Bent Hansen (do 27 kwietnia 1982) Bent Rold Andersen | Socialdemokraterne |
| Minister współpracy nordyckiej       | Lise Østergaard                                      | Socialdemokraterne |
| Minister przemysłu                   | Erling Jensen                                        | Socialdemokraterne |
| Minister energii                     | Poul Nielson                                         | Socialdemokraterne |
| Minister Budownictwa                 | Erling Olsen                                         | Socialdemokraterne |
| Minister transportu                  | J.K. Hansen                                          | Socialdemokraterne |
| Minister ds. Grenlandii              | Tove Lindbo Larsen                                   | Socialdemokraterne |
| Minister spraw wewnętrznych          | Henning Rasmussen                                    | Socialdemokraterne |